# Phil Lynott
Philip Parris Lynott (West Bromwich, Inglaterra, 20 de agosto de 1949-Salisbury, Inglaterra, 4 de enero de 1986) fue un cantante, instrumentista y compositor irlandés, conocido por ser el bajista, cantante principal, compositor, líder y fundador del grupo de rock irlandés Thin Lizzy.

## Biografía
Fue hijo del guyanés Cecil Parris y de la irlandesa Philomena Lynott, cuyo apellido escogió el cantante en lugar del de su padre. Su padre abandonó a su madre solo tres semanas después de que Phil naciera, volviendo a su país natal. No conoció a su padre hasta finales de los años 1970. Lynott pasó parte de sus primeros años en Moss Side, Mánchester, y luego se fue a vivir con su abuela en Crumlin, Dublín, Irlanda.

### Thin Lizzy
A mediados de los años 1960, empezó a cantar en su primera banda, The Black Eagles. En esa época conoció a Brian Downey y formaron Thin Lizzy, alrededor de 1969 en Dublín. Phil fue el bajista, cantante principal, compositor, líder y fundador del grupo. Lynott, que era mulato, se inspiró en Jimi Hendrix y le imitó un poco en su aspecto físico. Su primer éxito fue el sencillo "Whiskey in the Jar", versión de una tradicional canción irlandesa, este sencillo llegó al top 10 en 1973.
En 1978 colaboró en la versión musical de Jeff Wayne de La Guerra de los Mundos, cantando y actuando. En 1979, bajo el nombre de The Greedies, grabó una canción navideña, "A Merry Jingle", junto a otros miembros de Thin Lizzy y junto a Steve Jones y Paul Cook, de los Sex Pistols.

### Carrera en solitario
Aunque Thin Lizzy obtuvo un considerable éxito, en 1980 Phil Lynott decidió comenzar su carrera en solitario, grabando el disco Solo in Soho, que alcanzó el Top 30 en las listas de venta del Reino Unido, y logró el éxito con dos canciones ese año, Dear Miss Lonelyhearts y King's Call. Esta última fue un tributo a Elvis Presley, y colaboró Mark Knopfler a la guitarra. Su segundo disco en solitario fue un fracaso, pese a su canción "Old Town" que alcanzó el éxito años más tarde cuando la cantaron The Corrs. La canción Yellow Pearl, la cual compuso junto con Midge Ure, alcanzó el Top 20.
En 1980 se casó con Caroline Crowther, con la que tuvo dos hijas, Sarah y Cathleen.
En 1983 Thin Lizzy se disolvió como grupo, y después Lynott grabó We Are the Boys (Who Make All the Noise) con Roy Wood, Chas Hodges y John Coghlan, y colaboró con un viejo colega suyo, el guitarrista Gary Moore en la canción "Out in the Fields" (número 5 en el Reino Unido en 1985, su canción más exitosa en las listas). Su último single, "Nineteen", lanzado pocas semanas antes de su muerte, fue producida por Paul Hardcastle.
Sus últimos días los pasó entre drogas y alcohol, y la noche del 25 de diciembre de 1985, fue llevado al hospital tras sufrir una sobredosis de heroína. Murió por fallo del corazón y neumonía el 4 de enero de 1986, a la edad de 36 años.

## Homenajes

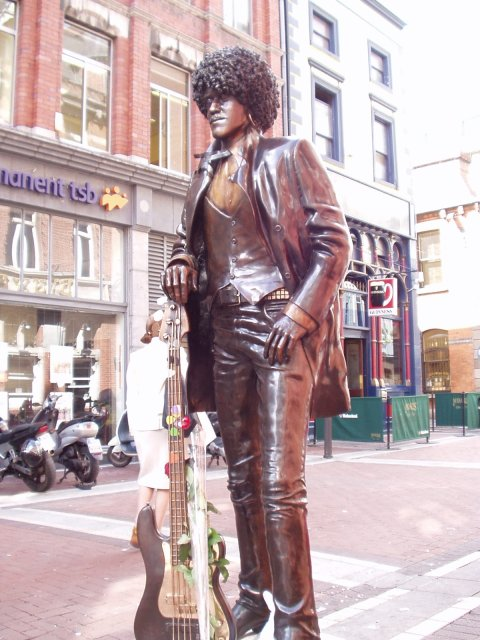
La estatua de Lynott en Dublín.

Una estatua de bronce a tamaño real de Phil Lynott fue destapada en Harry Street, Dublín en 2005. A la ceremonia acudieron varios de sus colegas y su madre. Sus compañeros de Thin Lizzy le dedicaron un tributo con una actuación en directo. Su sepulcro es visitado con frecuencia por su familia, amigos y fanes. 
En noviembre de 2005, Gary Dourdan reveló en una entrevista que ha estado trabajando para una posible actuación en una película que será una biografía de Phil Lynott.
El grupo gallego Los Suaves, declarados seguidores incondicionales de Thin Lizzy, le dedicaron directamente la canción "¿Sabes? ¡Phil Lynott Murió!" en su álbum de 1987 Ese día piensa en mí. Además de la canción que abre el disco, "Camino de una dirección" y "Ese día piensa en mí" también están inspiradas y dedicadas a la figura de Phil Lynott.
El grupo de Hard Rock Europe, le dedicaron su tema "Hero" del Disco Start from the Dark del año 2004, en su disco Almost Unplugged ejecutaron el tema "Suicide".

## Discografía

### Con Thin Lizzy
- Thin Lizzy (1971)
- Shades of a Blue Orphanage (1972)
- Vagabonds of the Western World (1973)
- Nightlife (1974)
- Fighting (1975)
- Jailbreak (1976)
- Johnny the Fox (1976)
- Bad Reputation (1977)
- Live and Dangerous (1978)
- Black Rose: A Rock Legend (1979)
- Chinatown (1980)
- Renegade (1981)
- Thunder and Lightning (1983)
- Life (1983)

### En solitario
- Solo in Soho (1980)
- The Philip Lynott Album (1982)
- Live in Sweden 1983 (2001)